# المورق

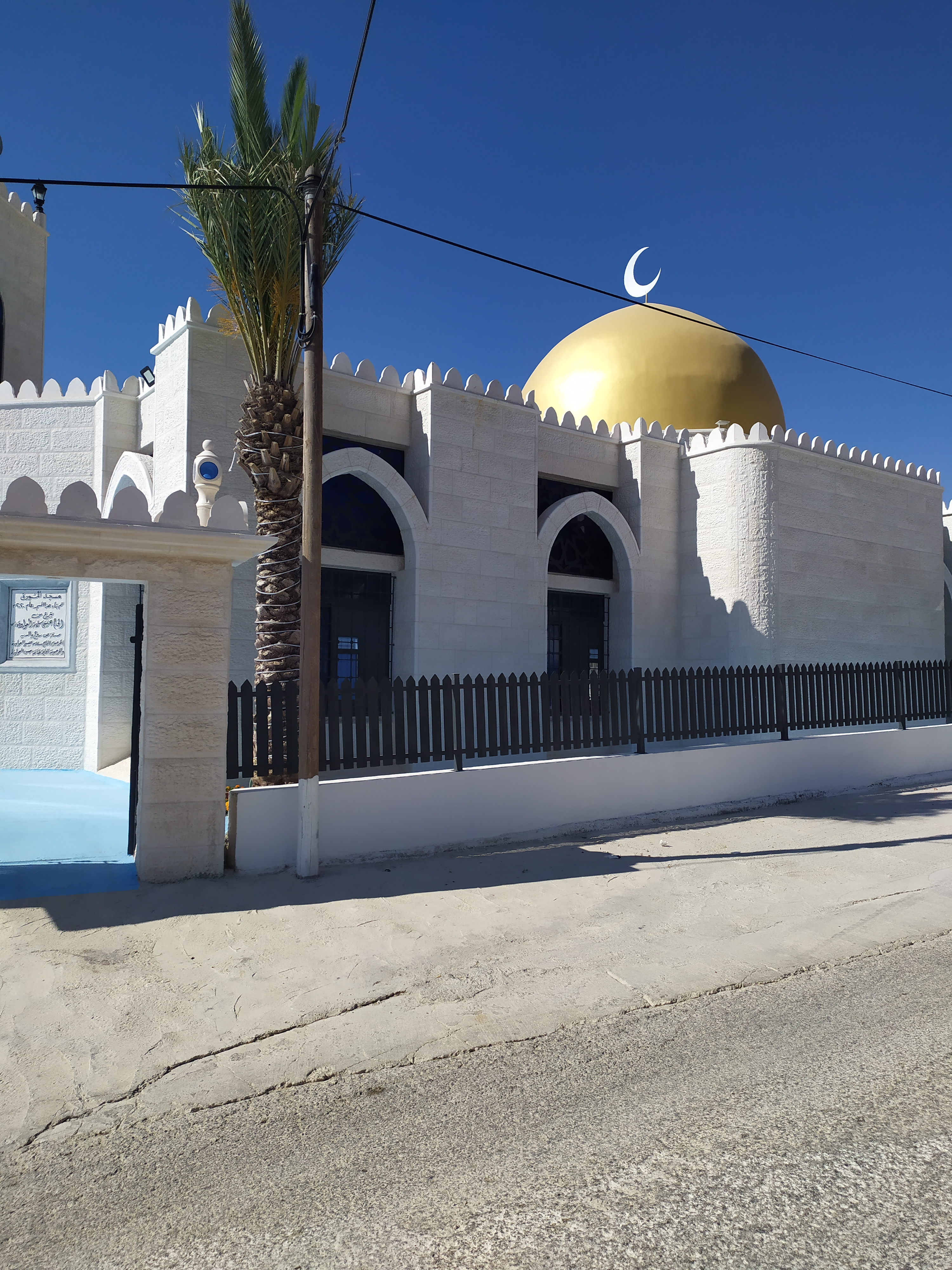
مسجد تجمع المورق

المُوَرَّقْ أو خربة المُوَرَّقْ تجمع فلسطيني ضمن مجلس قروي الكوم غرب محافظة الخليل جنوب الضفة الغربية. وقع تحت الاحتلال الإسرائيلي بعد حرب 1967. يشترك التجمع مع قرى الكوم، وبيت مقدوم وحمصة بمجلس قروي موحد، وفيه مسجد ومدرسة ثانوية.

## الموقع والحدود
من الجنوب: السيميا ومن الشمال: بيت مقدوم
من الشرق:  ديرسامت ومن الغرب: الكوم

## التاريخ
يضم التجمع مبان مهدمة، وصهاريج لها سلالم، ومُغر وجدار وقوس بالقرب من القلعة لجهة الشرق.

### الحكم الأردني
أوائل خمسينيات القرن العشرين أتُبعت القرية للإدارة الأردنية بعد حرب 1948 نتيجةً لاتفاقيات الهدنة عام 1949.

### حرب 1967
وقعت القرية تحت الاحتلال الإسرائيلي بعد حرب 1967.

### السلطة الفلسطينية
بعد تأسيس السلطة الوطنية الفلسطينية عام 1994 نتيجةً لاتفاق السلام بين منظمة التحرير الفلسطينية وإسرائيل عام 1993، تسلمت القرية ووضعتها تحت سيطرتها المدنية والأمنية.

## السكان
بلغ عدد سكان التجمع عام 1961 نحو 150 نسمة، فيما بلغ عدد سكانه نحو 839 نسمة وفقًا للتعداد السكاني الفلسطيني عام 2017.